# Franz Wörger

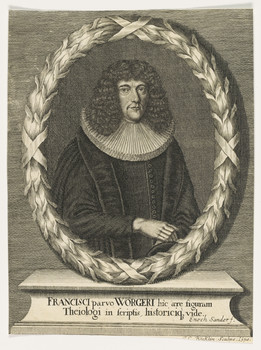
Johann Christoph Boecklin: Franz Wörger

Franz Wörger (* 1. April 1643 in Lübeck; † November 1708 ebenda) war ein lutherischer Geistlicher und theologischer Schriftsteller.

## Leben
Franz Wörger war Sohn des Lübecker Pastors an der Petrikirche Bernhard Wörger, der bereits am 23. Februar 1647 verstarb. Wörger besuchte das Katharineum zu Lübeck, wurde 1657 an der Universität Rostock immatrikuliert und studierte Theologie an den Universitäten Jena, Kiel und Helmstedt. 1664 graduierte er in Jena mit einer Disputation unter dem Vorsitz von Hermann Grube zum Magister.
Am 29. Juni 1673 wurde Wörger zum Prediger an der (alten) Vorstadtkirche St. Lorenz in Lübeck berufen. Nach zwei Suspensionen des streitlustigen Wörgers von diesem Amt wegen Auflehnung gegen das Lübecker Kirchenregiment wurde er 1692 vom Lübecker Rat endgültig amtsenthoben. 1693 bemühte er sich ohne Erfolg um eine Predigerstelle an der deutschen St.-Petri-Kirche in Kopenhagen. Er lebte danach bis zu seinem Tod als Privatgelehrter in Lübeck und verfasste zahlreiche Schriften, unter denen seine Auseinandersetzung mit dem Kieler Mediziner Johann Daniel Major in der Literatur besonders hervorgehoben wird, weil die wechselseitigen Verbalinjurien zwei Stellungnahmen der juristischen Fakultäten in Wittenberg und Leipzig auslösten.